# Johan Rabaeus

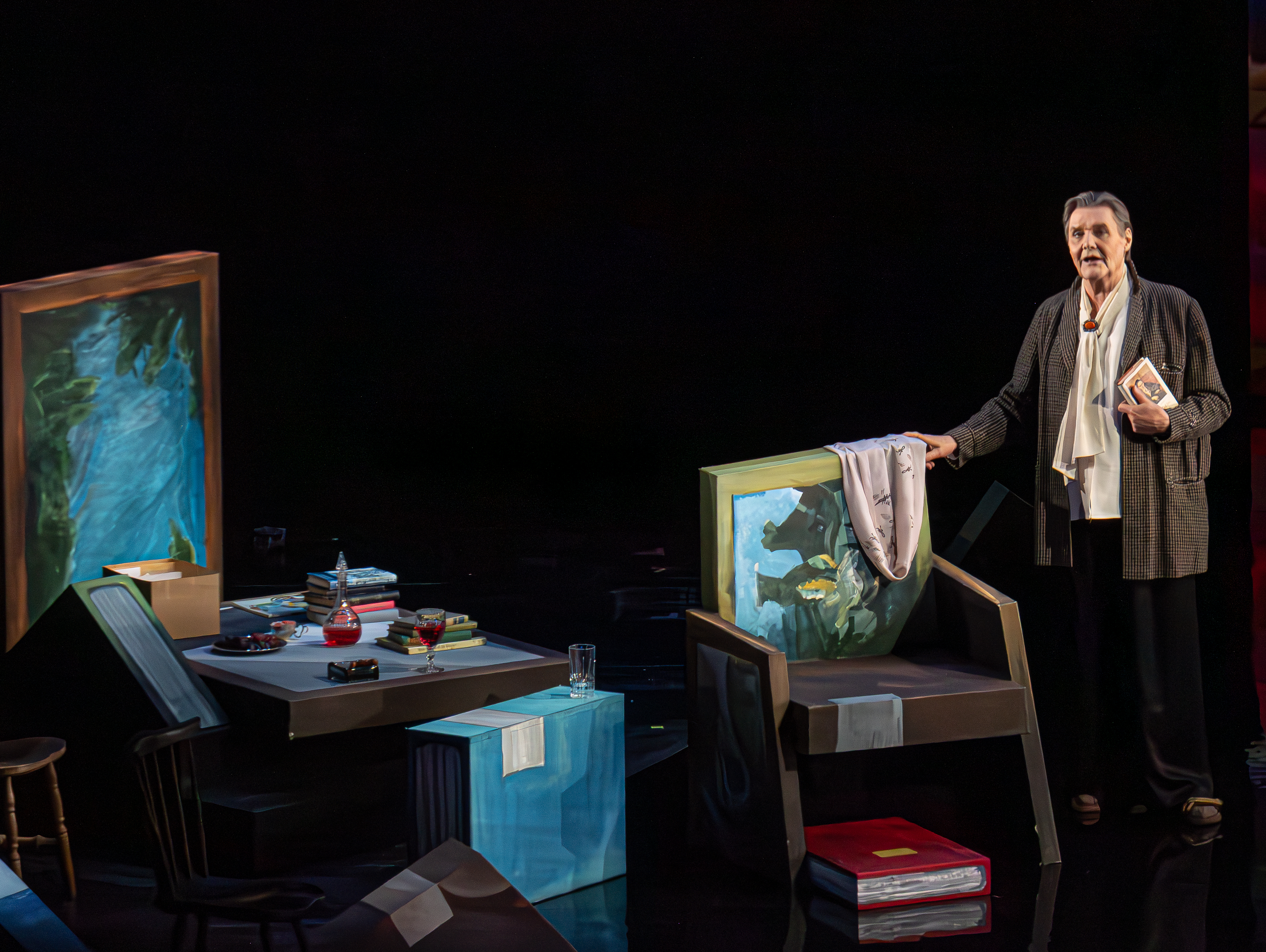
Johan Rabaeus i Gertrude Stein under gen.repet på Dramaten 2025.

Carl Magnus Johan Olof Rabaeus, född 31 juli 1947 i Storkyrkoförsamlingen i Stockholm, är en svensk skådespelare.

## Biografi
Rabaeus är son till ambassadören Bengt Rabaeus och hans hustru pol. mag. Birgitta, född Svenson.. Rabaeus har två yngre bröder, Henrik och Mikael Rabéus, och hade även en syster som dog ung. Rabaeus hade en kringflackande internationell uppväxt i bland annat Paris, New York, Prag, Alger och Genève utöver Stockholm, där han sedan sattes att studera vid Lundsbergs internatskola, något han i sitt program Sommar i P1 och i media har talat om har givit honom en ständig längtan efter att känna en fast rotad tillhörighet någonstans.
Rabaeus avlade studentexamen vid 16 års ålder och som ung sökte han sin väg genom studier vid Handelshögskolan, som föräldrarna önskat men inte han själv, drev en tid restaurang vid Marstrand, arbetade på Svenska Dagbladet och på UD, innan han på grund av minnen av sin stora tidigare succé på Lundsbergs internatskolas elevscen och via en flickvän upptäckte den tidigare närmast okända teatervärlden, vilket förändrade hans liv helt och han sökte genast in till teaterkursen vid Inge Wærns Teaterstudion. Han fick börja teaterkursen där, trots att ledningen först inte trodde på honom som skådespelarämne, och ett halvår senare hade han plötsligt övertygat så, att han fick göra huvudrollen som Sherlock Holmes i pjäsen Sherlock Holmes sista fall och fick därefter engagemang vid Riksteatern 1975-76.
Han gjorde 1977 sin filmdebut i den undersökande TV-filmen Ögonblick av uppror (1971 och 1976) och sökte sig vidare till fria teatergrupper som Modellteatern i Eskilstuna, där han bland annat medverkade i deras TV-produktion Med slöja och svärd (1981), därpå Tur-teatern och Pistolteatern i Stockholm fram till 1984, då han kom till Dramaten, där han sedan dess varit fast anställd.
Rabaeus har kommit att bli en av Sveriges mest välkända skådespelare, inte minst i en mängd filmer och TV-produktioner, såsom Herrar (1986), Goltuppen (1991), Sjukan (1997), titelrollen i serien Ivar Kreuger (1998) och Ondskan (2003). Han har också gjort barnvänligare produktioner; han gav exempelvis sin röst åt Ture Sventon i radioserierna Ture Sventon i öknen (2004) och Ture Sventon i Stockholm (2006). Rabeus har även gjort röster i Per Åhlins tecknade film Hundhotellet (2000) och i Don Bluths film Tummelisa (1994).

## Teater
Rabaeus har gästspelat på andra scener, såsom i Göteborg där han spelade på Göteborgs Stadsteater 1999 i Den europeiska kritcirkeln, Caliban i Shakespeares Stormen (2003) och Dante i Den gudomliga komedin (2003). Han gjorde sin första roll på Stockholms stadsteater i Tommy Berggrens hyllade uppsättning av Harold Pinters Fastighetsskötaren 2001 (även på SVT), och Tommy Berggren som regissör har han arbetat med flera gånger. Han har återkommit dit emellanåt i uppsättningar som Påklädaren (2005) mot Sven Wollter, Pinters Hemkomsten (2006), Hjalmar Ekdahl i Henrik Ibsens Vildanden (2008), luffaren Estragon i Samuel Becketts I väntan på Godot (2009) och titelrollen i Molières Tartuffe (2011), en roll han redan tidigare gjort på Dramaten år 2000 och sedan gjort också på Betty Nansen Teatret i Köpenhamn. I Danmark har han också spelat i Ibsens När vi döda vaknar och Kungen i Hamlet på Kronborgs slott. 2008 spelade han statsminister Fredrik Reinfeldt i pjäsen Reinfeldt. Ensamvargen på Orionteatern.
På Dramaten har han spelat i flera uppsättningar av Ingmar Bergman och arbetat med regissörer som ryske Jurij Ljubimov (Ett gästabud i pestens tid 1986) och kanadensiske Robert Lepage (Advokaten i Ett drömspel 1994). Han har också bland annat spelat knarkaren Tage i VD (1987; även på SVT), Mackie Kniven i Tolvskillingsoperan (1988), titelrollen i August Strindbergs Carl XII (1990) och Salieri i Amadeus (2013). Stor framgång fick han i huvudrollen i långköraren Den girige (2009-2015; även på SVT 2011).
Även musikal har Rabaeus spelat, såsom de manliga huvudrollerna i Sound of Music (Kapten von Trapp; 2003-04) och Kiss Me, Kate (Petruchio; 2005) på Göteborgsoperan. 2014-15 spelade han den framträdande rollen Viktor Komarovskij i skandinavienpremiären av Lucy Simons Doktor Zjivago på Malmö Opera. Säsongen 15/16 gör han herr Schulz i Cabaret på Stockholms Stadsteater.

## Övrigt
Efter att ha varit ett par sedan 1993 gifte sig Rabaeus med modedesignern Camilla Thulin 2024.
Rabaeus är sedan 2011 delägare i ljudboksförlaget AB Svenska Ljud Audioförlag tillsammans med Carlson invest, samt skådespelarna Katarina Ewerlöf och Krister Henriksson. 
Under 2011 och 2012 var han med i SVT-programmen Sommarpratarna och Stjärnorna på slottet, där han talade om sin komplicerade barndom med en sträng och fordrande far och svårigheten att bryta med sin gamla borgerliga miljö och söka sig till teatern, som han upplevde som en välsignad ny livsväg.
2013 deltog han i Melodifestivalen tillsammans med Tommy Körberg, Mats Ronander och Claes Malmberg i gruppen Ravaillacz. Kvartetten gick till final där de slutade på en tiondeplats. Rabaeus tävlade även i dansprogrammet Let's Dance 2016 som sänds på TV4.
2024 läste han Nyårsklockan i Tolvslaget på Skansen (SVT). 

## Priser och utmärkelser
- 1999 – SVT:s pris Sammy
- 2000 – Svenska Akademiens Carl Åkermans stipendium
- 2006 – Den kungliga medaljen Litteris et Artibus
- 2011 – Dramatens O'Neill-stipendium

## Filmografi (urval)
- 1981 – Med slöja och svärd (TV-pjäs)
- 1984 – Skatten på Bråtehus (TV-serie)
- 1985 – Kams - tokerier från Ådalen (TV-pjäs)
- 1985 – Den politiske kannstöparen
- 1986 – Herrar
- 1986 – Min pappa är Tarzan
- 1987 – Varuhuset (TV-serie)
- 1988 – Guld! (TV-serie)
- 1988 – SOS – en segelsällskapsresa
- 1989 – Hassel – Terrorns finger
- 1990 – Apelsinmannen
- 1990 – Honungsvargar
- 1990 – smash (TV-serie)
- 1991 – Goltuppen (TV-serie)
- 1991 – Ett paradis utan biljard
- 1992 – Fern Gully - Den sista regnskogen (röst som Batty)
- 1993 – Lotta flyttar hemifrån
- 1993 – Drömkåken
- 1994 – Tummelisa (röst som Bertil Bagge)
- 1995 – Jeppe på berget
- 1995 – Stannar du så springer jag
- 1995 – Sommaren
- 1996 – Jerusalem
- 1996 – Svensson Svensson (TV-serie) (ett avsnitt)
- 1997 – Grötbögen
- 1997 – Sjukan
- 1997 – Lilla Jönssonligan på styva linan
- 1998 – Beck – Öga för öga
- 1998 – Ivar Kreuger (TV-serie)
- 1999 – Trettondagsafton
- 2000 – Miraklernas man
- 2000 – Trolösa
- 2000 – Jönssonligan spelar högt
- 2000 – Herr von Hancken (TV-serie)
- 2001 – Rederiet (TV-serie)
- 2002 – Stora teatern (TV-serie)
- 2003 – Ondskan
- 2004 – Linné och hans apostlar (TV-serie)
- 2005 – Wallander – Byfånen
- 2006 – Göta Kanal 2
- 2006 – Exit
- 2006 – Heartbreak Hotel
- 2007 – Pyramiden
- 2008 – Angel
- 2008 – Oskyldigt dömd (TV-serie)
- 2010 – Bröderna Karlsson
- 2011 – Åsa-Nisse - wälkom to Knohult
- 2011 – Tintins äventyr: Enhörningens hemlighet (röst som Ivan Ivanovitj Sackarin/Rackham den Röde)
- 2014 – Tommy
- 2014 – Partaj (Kanal 5) (ett avsnitt)
- 2016 – Under pyramiden
- 2017 – Modus (TV-serie)
- 2018 – Gråzon (TV-serie)
- 2021 – Mer panik i tomteverkstan (TV-serie)
- 2022 – Diorama
- 2023 – Bamse och världens minsta äventyr (röst som Krösus Sork)
- 2024 – Jönssonligan kommer tillbaka
- 2025 – Bamse och havets hemlighet

## Teater

### Roller (ej komplett)
| År   | Roll                       | Produktion                                                                               | Regi                     | Teater                              |
| ---- | -------------------------- | ---------------------------------------------------------------------------------------- | ------------------------ | ----------------------------------- |
| 1987 | Tage                       | V.D. Stig Larsson                                                                        | Stig Larsson             | Dramaten                            |
| 1987 | Hans Herrman               | Titta det blöder Kristina Lugn                                                           | Staffan Roos             | Dramaten                            |
| 1988 | Tysken Adelsmannen         | Mäster Olof August Strindberg                                                            | Lennart Hjulström        | Dramaten                            |
| 1988 | Mackie Kniven              | Tolvskillingsoperan (Die Dreigroschenoper) Bertolt Brecht och Kurt Weill                 | Peter Langdal            | Dramaten                            |
| 1990 | Carl XII                   | Carl XII August Strindberg                                                               | Jan Bergman              | Dramaten                            |
| 1991 | Dovregubben Begriffenfeldt | Peer Gynt Henrik Ibsen                                                                   | Ingmar Bergman           | Dramaten                            |
| 1991 | Fursten                    | Romeo och Julia (The Tragedy of Romeo and Juliet) William Shakespeare                    | Peter Langdal            | Dramaten                            |
| 1992 | Tomas                      | Tiden är vårt hem Lars Norén                                                             | Björn Melander           | Dramaten                            |
| 1994 | Herr J, regissören         | Goldbergvariationer (Die Goldberg-Variationen) George Tabori                             | Ingmar Bergman           | Dramaten                            |
| 1994 | Advokaten                  | Ett drömspel August Strindberg                                                           | Robert Lepage            | Dramaten                            |
| 1996 | Mascarille                 | De löjliga preciöserna (Les Précieuses Ridicules) Molière                                | Thommy Berggren          | Dramaten                            |
| 1996 | Ahmed                      | Fint folk Kent Andersson                                                                 | Thommy Berggren          | Dramaten                            |
| 1996 | Medverkande                | Kabaré… tre år kvar…                                                                     | Lennart Hjulström        | Dramaten                            |
| 1999 |                            | Den Europeiska kritcirkeln (Der kaukasische Kreidekreis) Bertolt Brecht                  | Jasenko Selimović        | Göteborgs stadsteater               |
| 2000 | Tartuffe                   | Tartuffe (Tartuffe, ou l'Imposteur) Molière                                              | Åsa Melldahl             | Dramaten                            |
| 2003 | Kapten von Trapp           | Sound of Music Richard Rodgers och Oscar Hammerstein                                     | Staffan Aspegren         | Göteborgsoperan                     |
| 2005 | Fred Graham/Petruchio      | Kiss Me, Kate Cole Porter, Samuel Spewack och Bella Spewack                              | Staffan Aspegren         | Göteborgsoperan                     |
| 2009 | Harpagon                   | Den girige (L'Avare) Molière                                                             | Gösta Ekman              | Dramaten                            |
| 2014 | Viktor Komarovskij         | Doktor Zjivago (Doctor Zhivago) Lucy Simon, Michael Korie, Amy Powers och Michael Weller | Ronny Danielsson         | Malmö Opera                         |
| 2015 | Herr Schultz               | Cabaret John Kander, Fred Ebb och Joe Masteroff                                          | Ronny Danielsson         | Kulturhuset Stadsteatern            |
| 2016 | Harpagon                   | Den girige (L'Avare) Molière                                                             | Gösta Ekman              | Dramaten                            |
| 2016 | Nick Valenti               | Bullets over Broadway Woody Allen                                                        | Emma Bucht               | Göta Lejon                          |
| 2017 |                            | Improvisation på slottet Andreas T Olsson                                                | Andreas T Olsson         | Dramaten                            |
| 2017 |                            | Fadren August Strindberg                                                                 | Anna Pettersson          | Strindbergs Intima Teater/ Dramaten |
| 2017 | Higgins                    | My Fair Lady Alan Jay Lerner och Frederick Loewe                                         | Elisa Kragerup           | Kulturhuset Stadsteatern            |
| 2020 | Florenz Ziegfeld           | Funny Girl Jule Styne, Bob Merrill och Isobel Lennart                                    | Ronny Danielsson         | Malmö Opera                         |
| 2022 | Ulf                        | En tillfällig ensemble sätter upp Kung Lear Johanna Lazcano Osterman                     | Johanna Lazcano Osterman | Kulturhuset Stadsteatern            |
| 2025 | Gertrude Stein             | Gertrude Stein, Gertrude Stein, Gertrude Stein Marty Martin                              | Carl Johan Karlson       | Dramaten                            |

## Ljudböcker
Uppläsare av följande ljudböcker:
- Den fjärde handen av John Irving
- Änglar och demoner av Dan Brown
- Gåtornas palats av Dan Brown
- Liftarens guide till galaxen del 1-3 av Douglas Adams
- Kinesen av Henning Mankell
- Katedralen vid havet av Ildefonso Falcones
- Berättelsen om Pi av Yann Martel
- En dans på rosor av Reginald Hill
- Strindbergs stjärna av Jan Wallentin
- Rosa elefanter av Karin Brunk Holmqvist